# SID (Band)
SID (jap. シド, Shido) ist eine japanische Rockband, die dem Musikgenre Visual Kei zugeordnet wird. Sie wird von Sony Music Entertainment Japan in Vertrag genommen.

## Werdegang
Gegründet wurde die Gruppe 2003, bestehend aus Mao (マオ), Shinji, Aki (明希) und Yūya (ゆうや). Die Band hat acht Original-Alben und 20 Singles veröffentlicht.
Besondere Bekanntheit erlangte die Band durch ihre Eröffnungslieder von Anime-Fernsehserien, darunter ihr Debüt mit Monochrome Kiss (モノクロのキス) in Black Butler, die Singles Uso (嘘) und Rain (レイン) in Fullmetal Alchemist Brotherhood und Delete im Film zu Seven Deadly Sins.

## Diskografie

### Studioalben
| Jahr | Titel                                                         | Höchstplatzierung, Gesamtwochen, AuszeichnungChartsChartplatzierungen (Jahr, Titel, Platzierungen, Wochen, Auszeichnungen, Anmerkungen) | Anmerkungen                                         |
| Jahr | Titel                                                         | JP | Anmerkungen                                         |
| ---- | ------------------------------------------------------------- | --- | --------------------------------------------------- |
| 2004 | Ren’ai (憐哀―レンアイ―)                                       | JP44 (4 Wo.)JP | Erstveröffentlichung: 22. Dezember 2004             |
| 2005 | Hoshi no Miyako (星の都)                                      | JP26 (7 Wo.)JP | Erstveröffentlichung: 16. November 2005             |
| 2006 | Play                                                          | JP9 (10 Wo.)JP | Erstveröffentlichung: 8. November 2006              |
| 2008 | Sentimental Macchiato (センチメンタルマキアート)              | JP8 (8 Wo.)JP | Erstveröffentlichung: 20. Februar 2008              |
| 2008 | Side B complete collection ～e.B～                            | JP10 (5 Wo.)JP | Erstveröffentlichung: 13. August 2008 Kompilation   |
| 2009 | Hikari                                                        | JP2 Gold · (19 Wo.)JP | Erstveröffentlichung: 1. Juli 2009                  |
| 2011 | Dead Stock                                                    | JP4 Gold · (13 Wo.)JP | Erstveröffentlichung: 23. Februar 2011              |
| 2012 | M&W                                                           | JP3 (9 Wo.)JP | Erstveröffentlichung: 1. August 2012                |
| 2013 | SID 10th Anniversary Best                                     | JP1 (14 Wo.)JP | Erstveröffentlichung: 16. Januar 2013 Kompilation   |
| 2013 | Side B complete collection ～e.B 2～                          | JP6 (4 Wo.)JP | Erstveröffentlichung: 21. August 2013 Kompilation   |
| 2013 | Side B complete collection ～e.B 3～                          | JP7 (4 Wo.)JP | Erstveröffentlichung: 21. August 2013 Kompilation   |
| 2014 | Outsider                                                      | JP5 (9 Wo.)JP | Erstveröffentlichung: 12. März 2014                 |
| 2016 | SID All Singles Best                                          | JP6 (7 Wo.)JP | Erstveröffentlichung: 13. Januar 2016               |
| 2017 | Nomad                                                         | JP4 (7 Wo.)JP | Erstveröffentlichung: 6. September 2017 Kompilation |
| 2018 | SID Anime Best 2008–2017                                      | JP19 (4 Wo.)JP | Erstveröffentlichung: 4. April 2018 Kompilation     |
| 2018 | Ichiban Suki na Basho (いちばん好きな場所, My Favorite Place) | JP8 (4 Wo.)JP | Erstveröffentlichung: 22. August 2018               |
| 2019 | Shōnin Yokkyū (承認欲求, Desire for approval)                 | JP5 (5 Wo.)JP | Erstveröffentlichung: 4. September 2019             |
| 2022 | Umibe (海辺)                                                  | JP11 (2 Wo.)JP | Erstveröffentlichung: 23. März 2022                 |

### Singles
| Jahr | Titel Album                                 | Höchstplatzierung, Gesamtwochen, AuszeichnungChartsChartplatzierungen (Jahr, Titel, Album, Platzierungen, Wochen, Auszeichnungen, Anmerkungen) | Anmerkungen                              |
| Jahr | Titel Album                                 | JP | Anmerkungen                              |
| ---- | ------------------------------------------- | --- | ---------------------------------------- |
| 2004 | Ryutsu-Ban (流通盤, Distribution Version) – | — | Erstveröffentlichung: 6. Juni 2004       |
| 2005 | Sweet? –                                    | JP23 (3 Wo.)JP | Erstveröffentlichung: 12. Oktober 2005   |
| 2006 | Hosoi Koe (ホソイコエ) –                    | JP18 (5 Wo.)JP | Erstveröffentlichung: 8. Februar 2006    |
| 2006 | Chapter 1 –                                 | JP10 (6 Wo.)JP | Erstveröffentlichung: 14. Juni 2006      |
| 2006 | Otegami (御手紙) –                          | JP9 (8 Wo.)JP | Erstveröffentlichung: 16. August 2006    |
| 2007 | Smile –                                     | JP11 (6 Wo.)JP | Erstveröffentlichung: 4. April 2007      |
| 2007 | Natsukoi (夏恋) –                           | JP10 (6 Wo.)JP | Erstveröffentlichung: 11. Juli 2007      |
| 2007 | Mituyubi (蜜指～ミツユビ～) –               | JP5 (6 Wo.)JP | Erstveröffentlichung: 26. September 2007 |
| 2007 | Namida no Ondo (涙の温度) –                 | JP4 (7 Wo.)JP | Erstveröffentlichung: 5. Dezember 2007   |
| 2008 | Monokuro no Kisu (モノクロのキス) –         | JP4 Platin (Digital) · (27 Wo.)JP | Erstveröffentlichung: 29. Oktober 2008   |
| 2009 | Nidome no Kanojo (2℃目の彼女) –             | JP3 Gold (Mobile Downloads) · (12 Wo.)JP | Erstveröffentlichung: 14. Januar 2009    |
| 2009 | Uso (嘘) –                                  | JP2 ×2Gold + Doppelplatin (Digital) · (17 Wo.)JP                                                                                               | Erstveröffentlichung: 29. April 2009     |
| 2009 | One Way –                                   | JP3 (10 Wo.)JP | Erstveröffentlichung: 11. November 2009  |
| 2010 | Sleep –                                     | JP2 (11 Wo.)JP | Erstveröffentlichung: 3. März 2010       |
| 2010 | Rain (レイン) –                             | JP2 Platin (Digital) · (12 Wo.)JP | Erstveröffentlichung: 2. Juni 2010       |
| 2010 | Cosmetic –                                  | JP3 (8 Wo.)JP | Erstveröffentlichung: 29. September 2010 |
| 2010 | Ranbu no Melody (乱舞のメロディ) –          | JP5 Gold (Mobile Downloads) · (13 Wo.)JP | Erstveröffentlichung: 1. Dezember 2010   |
| 2011 | Itsuka (いつか) –                           | JP2 (6 Wo.)JP | Erstveröffentlichung: 28. September 2011 |
| 2011 | Fuyu no Benchi (冬のベンチ) –               | JP6 (6 Wo.)JP | Erstveröffentlichung: 28. Dezember 2011  |
| 2012 | Nokoriga (残り香) –                         | JP5 (5 Wo.)JP | Erstveröffentlichung: 2. Mai 2012        |
| 2012 | S –                                         | JP4 (7 Wo.)JP | Erstveröffentlichung: 9. Mai 2012        |
| 2012 | V.I.P –                                     | JP4 Gold (Digital) · (11 Wo.)JP | Erstveröffentlichung: 21. November 2012  |
| 2013 | Koi ni Ochite (恋におちて) –                | JP4 (6 Wo.)JP | Erstveröffentlichung: 10. April 2013     |
| 2013 | Samaraba (サマラバ) –                       | JP7 (5 Wo.)JP | Erstveröffentlichung: 24. Juli 2013      |
| 2013 | Anniversary –                               | JP6 (11 Wo.)JP | Erstveröffentlichung: 6. November 2013   |
| 2014 | Hug –                                       | JP6 (5 Wo.)JP | Erstveröffentlichung: 12. Februar 2014   |
| 2014 | Enamel –                                    | JP7 (9 Wo.)JP | Erstveröffentlichung: 27. August 2014    |
| 2014 | White Tree –                                | JP7 (4 Wo.)JP | Erstveröffentlichung: 10. Dezember 2014  |
| 2015 | Hyōrȳ (漂流) –                              | JP16 (4 Wo.)JP | Erstveröffentlichung: 25. November 2015  |
| 2017 | Garasuno Hitomi –                           | JP5 (7 Wo.)JP | Erstveröffentlichung: 28. Januar 2017    |
| 2017 | Garasuno Hitomi –                           | JP13 (3 Wo.)JP | Erstveröffentlichung: 12. Mai 2017       |
| 2017 | Rasen no Yume (Spiral Dream) –              | JP18 (3 Wo.)JP | Erstveröffentlichung: 2. August 2017     |
| 2020 | Delete –                                    | JP25 (3 Wo.)JP | Erstveröffentlichung: 4. März 2020       |
| 2020 | Hokiboshi (ほうき星, Broom Star) –          | JP29 (5 Wo.)JP | Erstveröffentlichung: 23. Dezember 2020  |
| 2021 | Star Forest –                               | JP15 (3 Wo.)JP | Erstveröffentlichung: 15. Mai 2021       |
| 2024 | 面影 (初回生産限定盤) –                     | JP18 (4 Wo.)JP | Erstveröffentlichung: 20. März 2024      |
| 2024 | 贖罪 (初回生産限定盤) –                     | JP29 (3 Wo.)JP | Erstveröffentlichung: 29. Mai 2024       |